# 青葉の森公園
青葉の森公園（あおばのもりこうえん）は、千葉県千葉市中央区にある県立の都市公園（広域公園）。ネイチャーゾーン、レクリエーションゾーン、カルチャーゾーン、スポーツゾーンからなる多機能公園である。広域避難場所に指定されている。

## 概要
1987年（昭和62年）4月1日に開設された。カルチャーゾーンには中央博物館や生態園、芸術文化ホールが設置されており、スポーツゾーンには、陸上競技場、野球場、テニスコート、弓道場が設置されている。
家族連れで楽しむことができるほか、芸術文化ホールでコンサートが開かれたり、スポーツプラザを利用して小中学校の総合体育大会などの体育行事が行われたりもする。
敷地面積
- 53.7ヘクタール（東京ディズニーランドとほぼ同じ広さ）

所在地
- 公園所在地 - 〒260-0852 千葉市中央区青葉町
- 青葉の森公園管理事務所 - 〒260-0852 千葉市中央区青葉町977－1
- 青葉の森スポーツプラザ事業所 - 〒260-0852 千葉市中央区青葉町654

## 歴史
1987年（昭和62年）開園。農林水産省畜産試験場の跡地に造られ、梅や桜の名所である。
1990年（平成2年）4月に彫刻の広場を開設。開設当初、彫刻は、10作品が招待形式、10作品が公募形式により選出され、合計20作品が設置された。2019年（令和元年）11月22日現在は19作品が展示されている。
2023年（令和5年）8月10日、千葉県教育委員会が、新千葉県立図書館・県文書館複合施設の基本設計概要を公開。はらっぱ付近を建設予定地とし、2029年度（令和11年度）に開館予定。

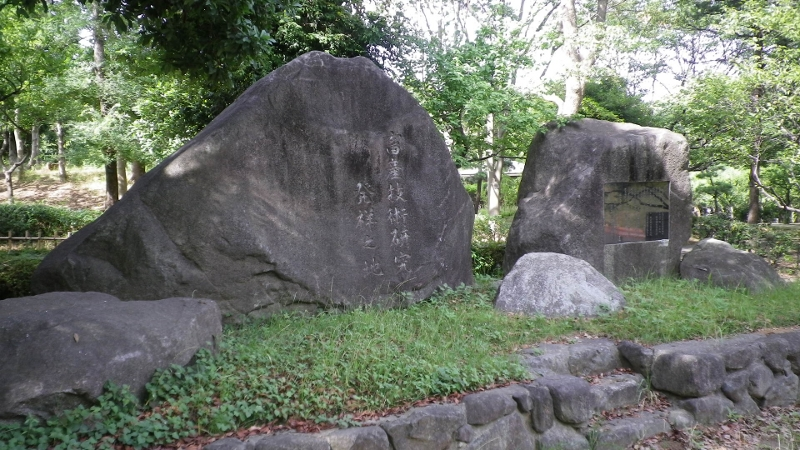
畜産技術研究発祥之地
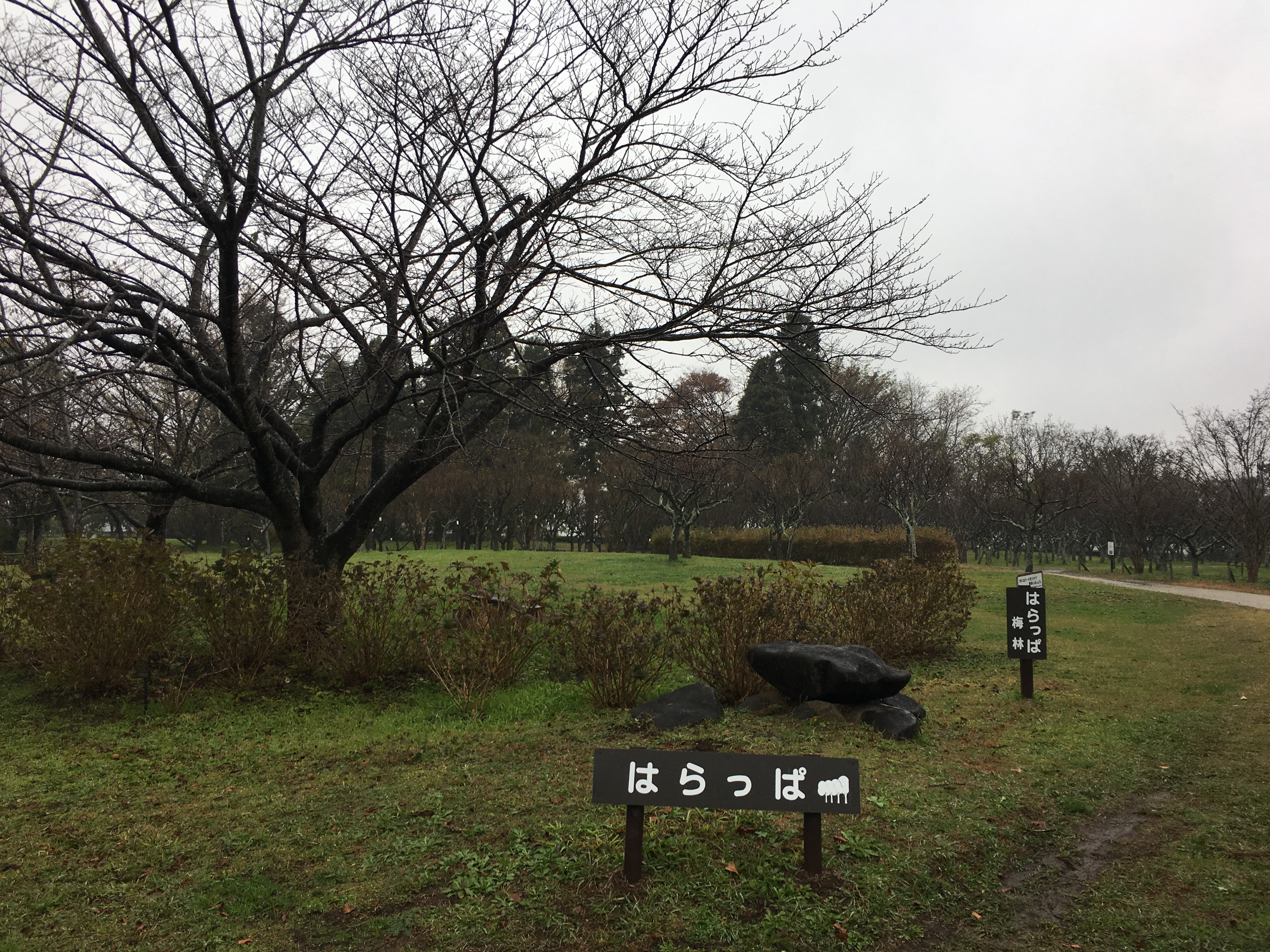
はらっぱ
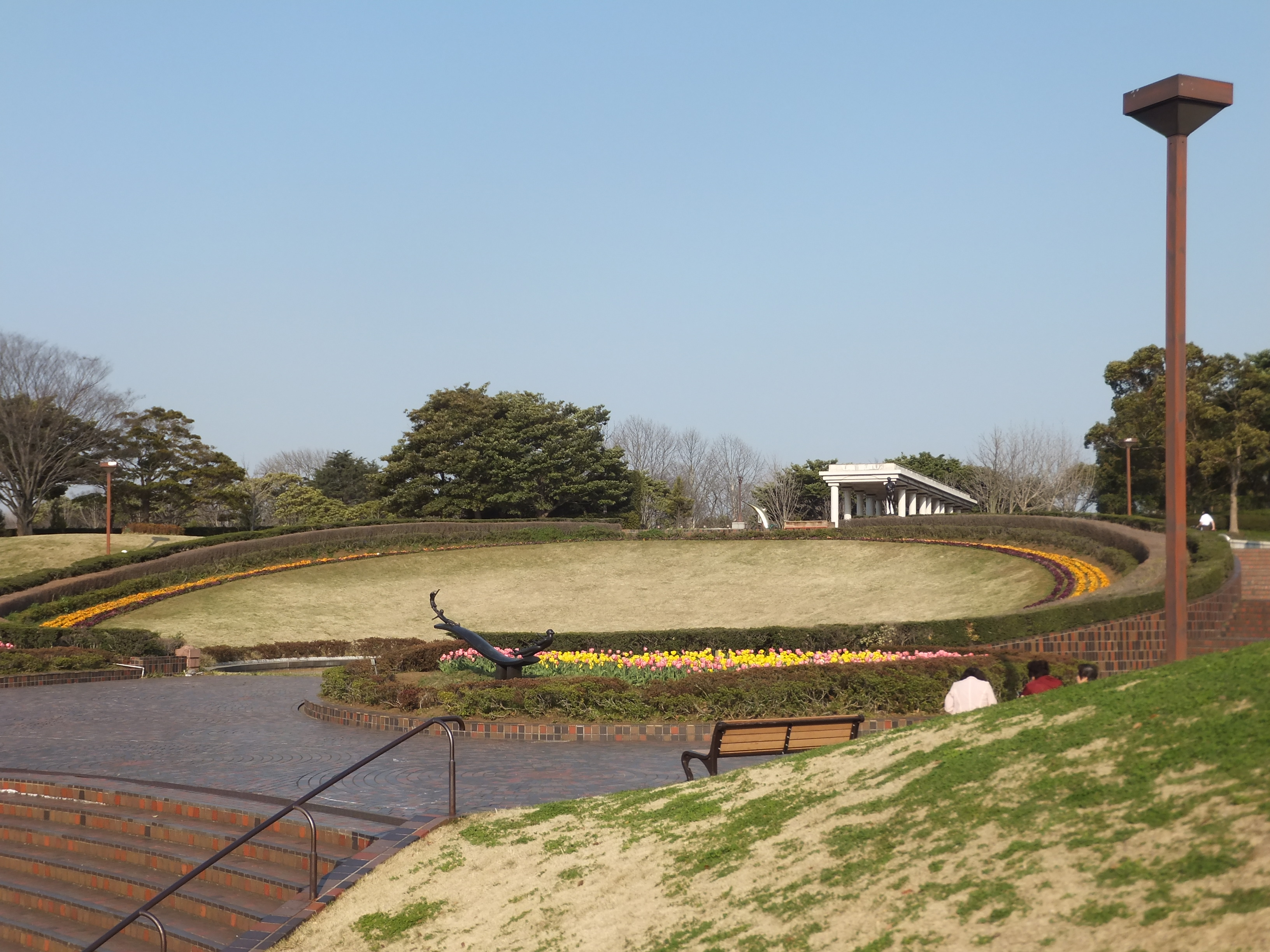
彫刻の広場

## 施設

### ネイチャーゾーン
- 里の森
- はらっぱ

### レクリエーションゾーン
- 中央広場

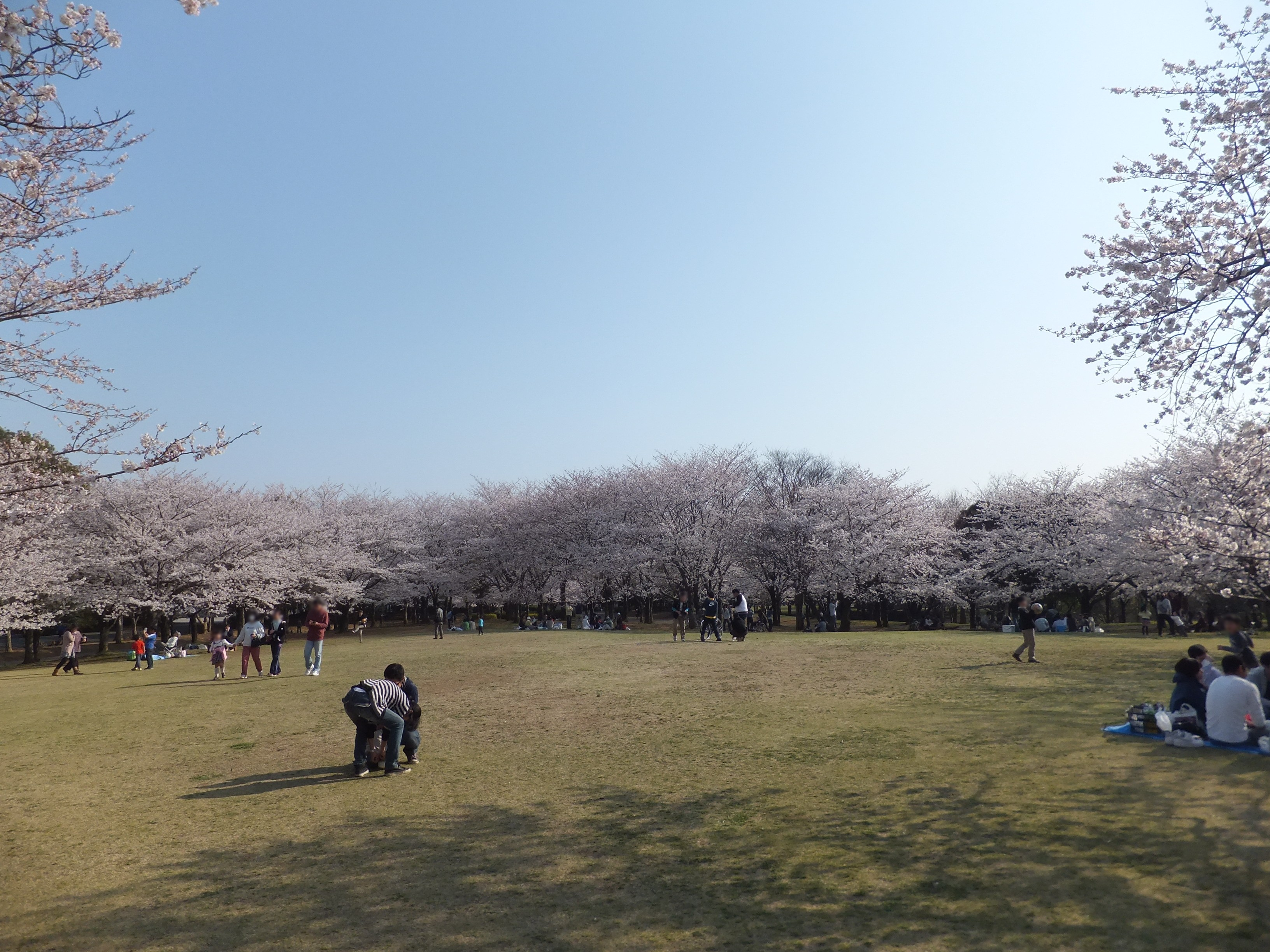
わんぱく広場
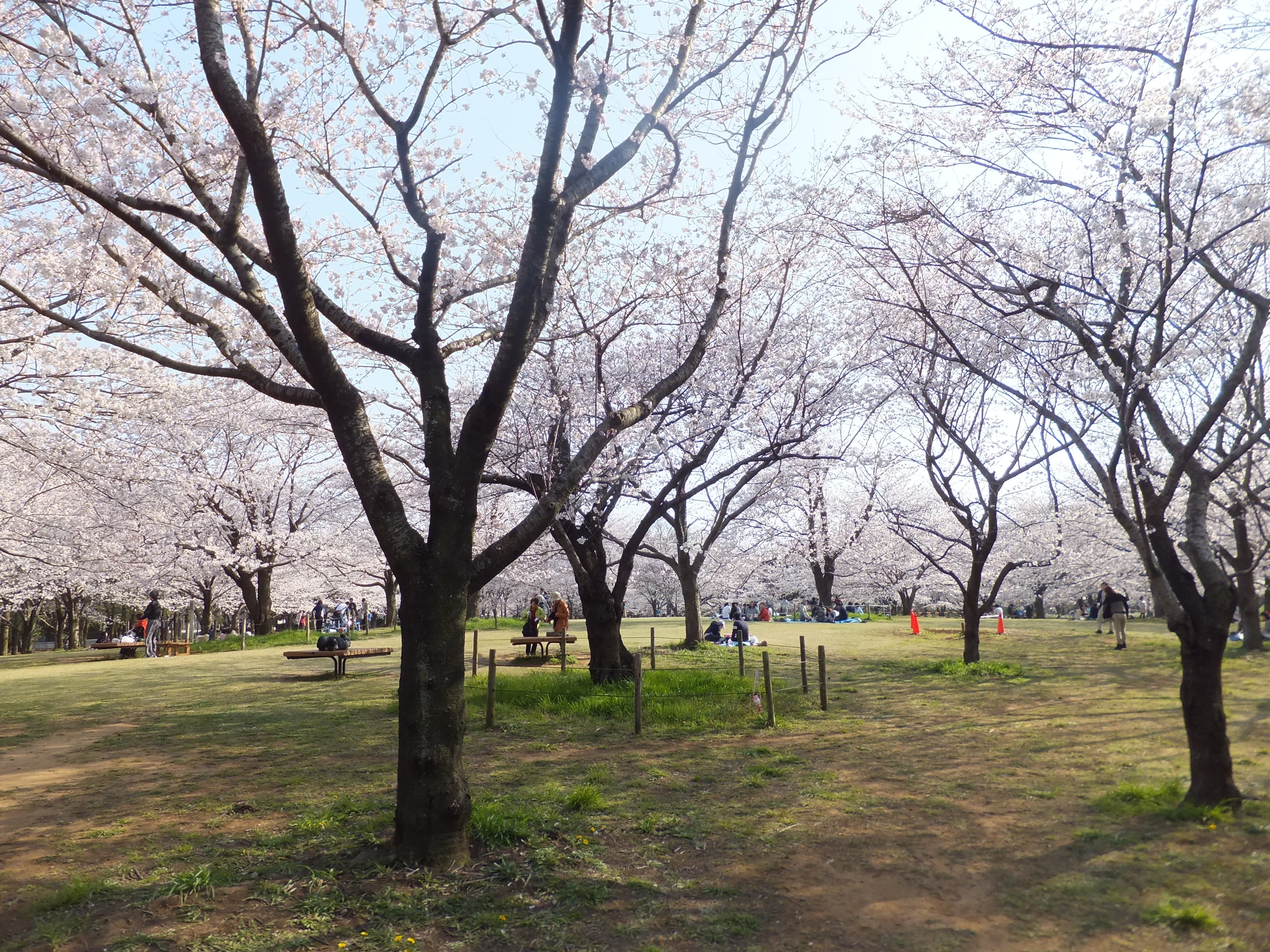
おはなみ広場
- 水の広場
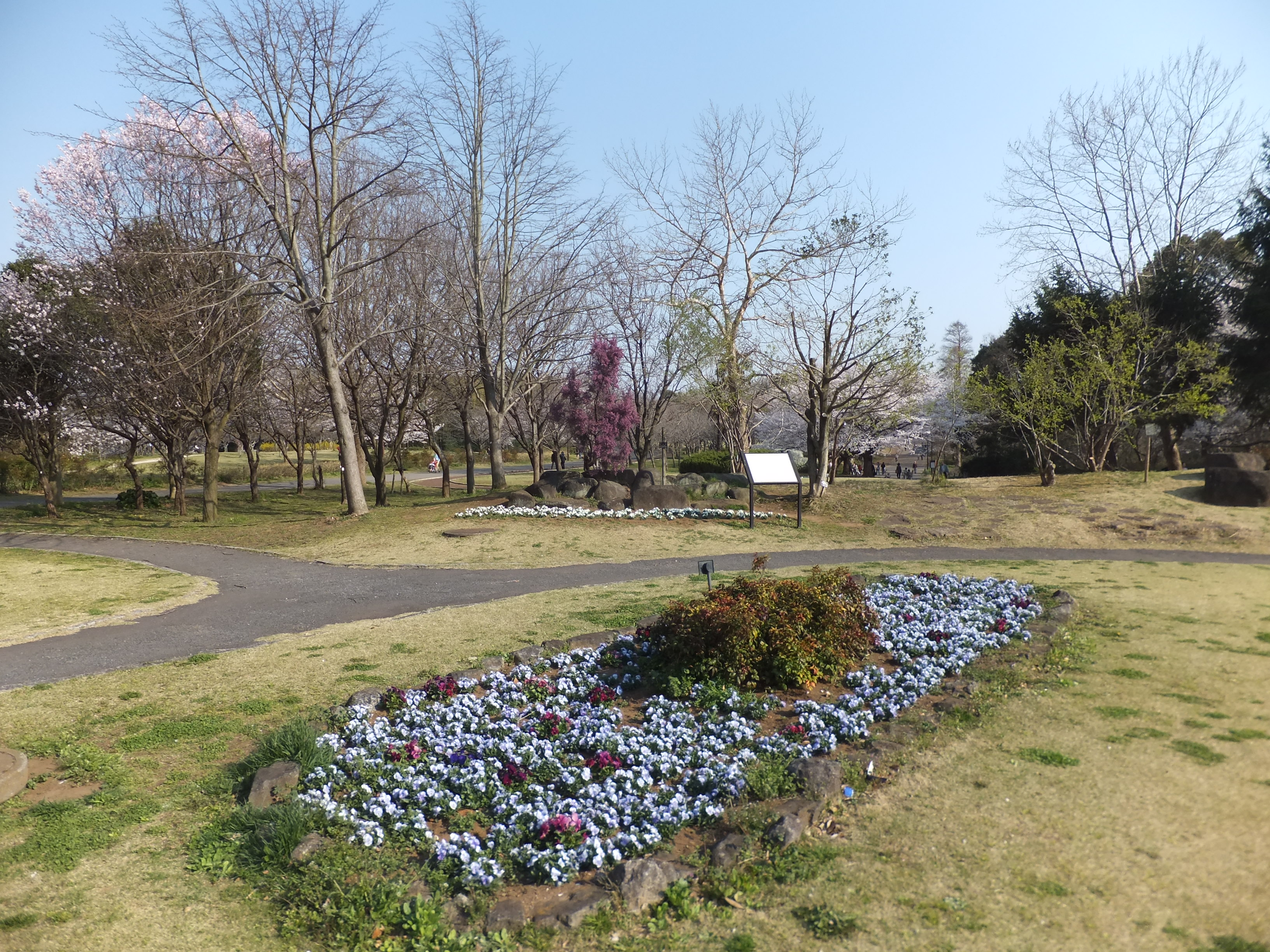
花博記念庭園
- さくら山
- 渓流園
- つくしんぼの家

- わんぱく広場
- おはなみ広場
- 花博記念庭園

### カルチャーゾーン
- 公園センター（公園管理事務所、緑の相談所）

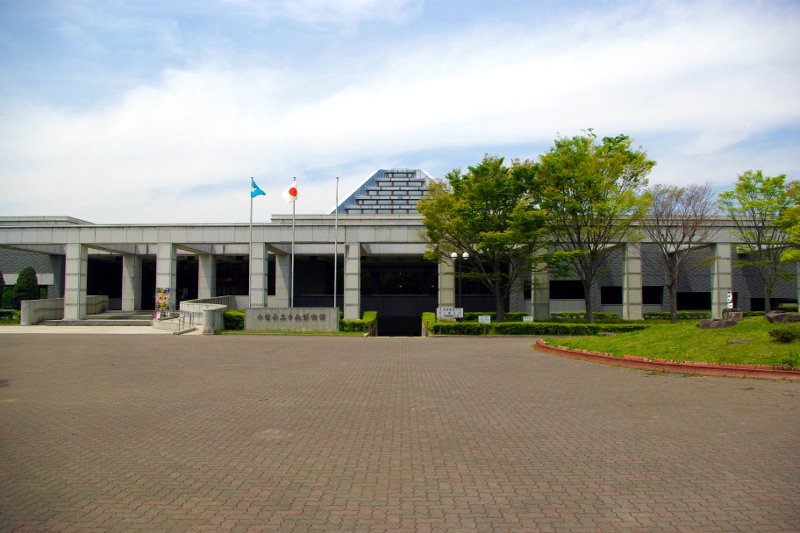
千葉県立中央博物館
  - 生態園
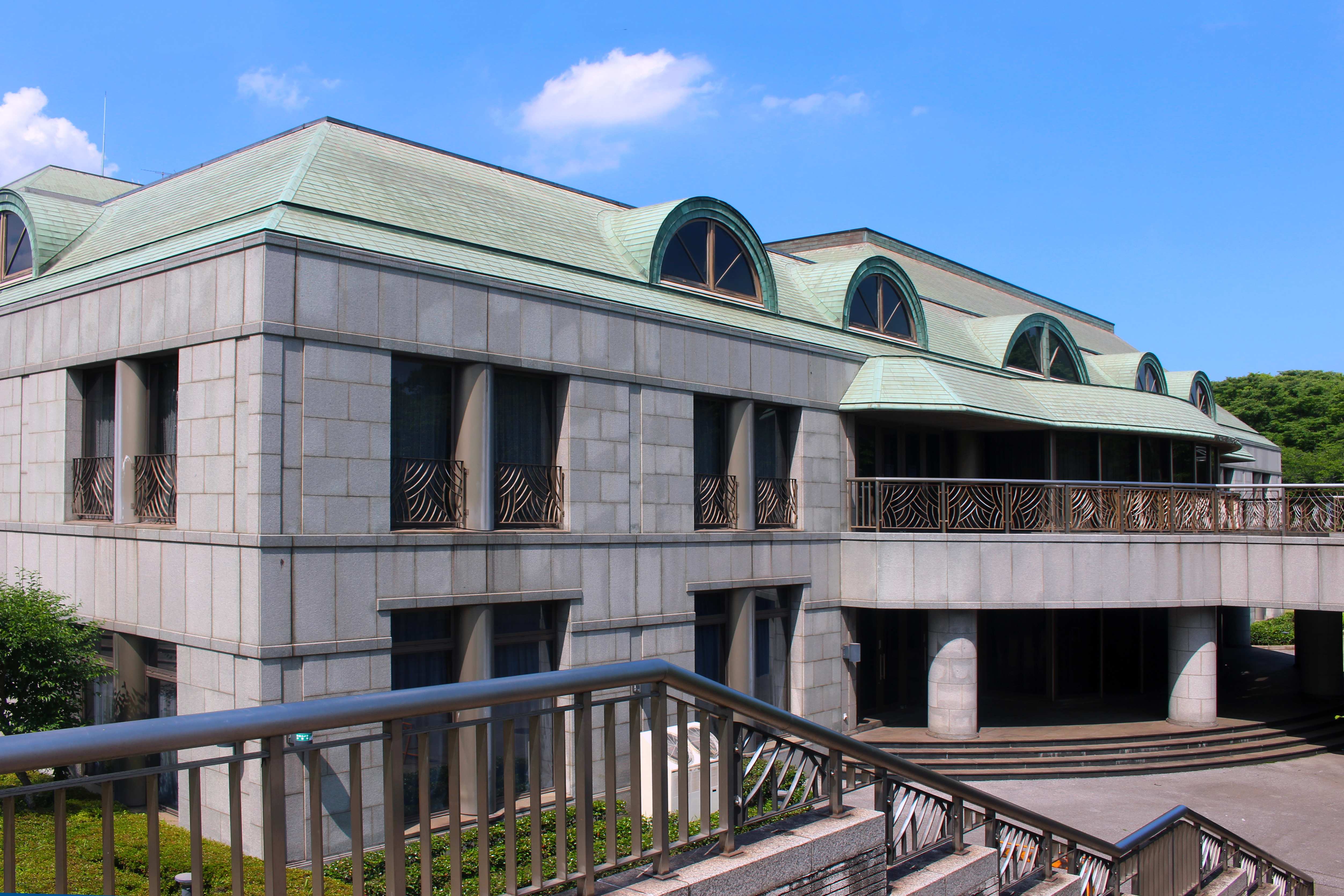
青葉の森公園芸術文化ホール
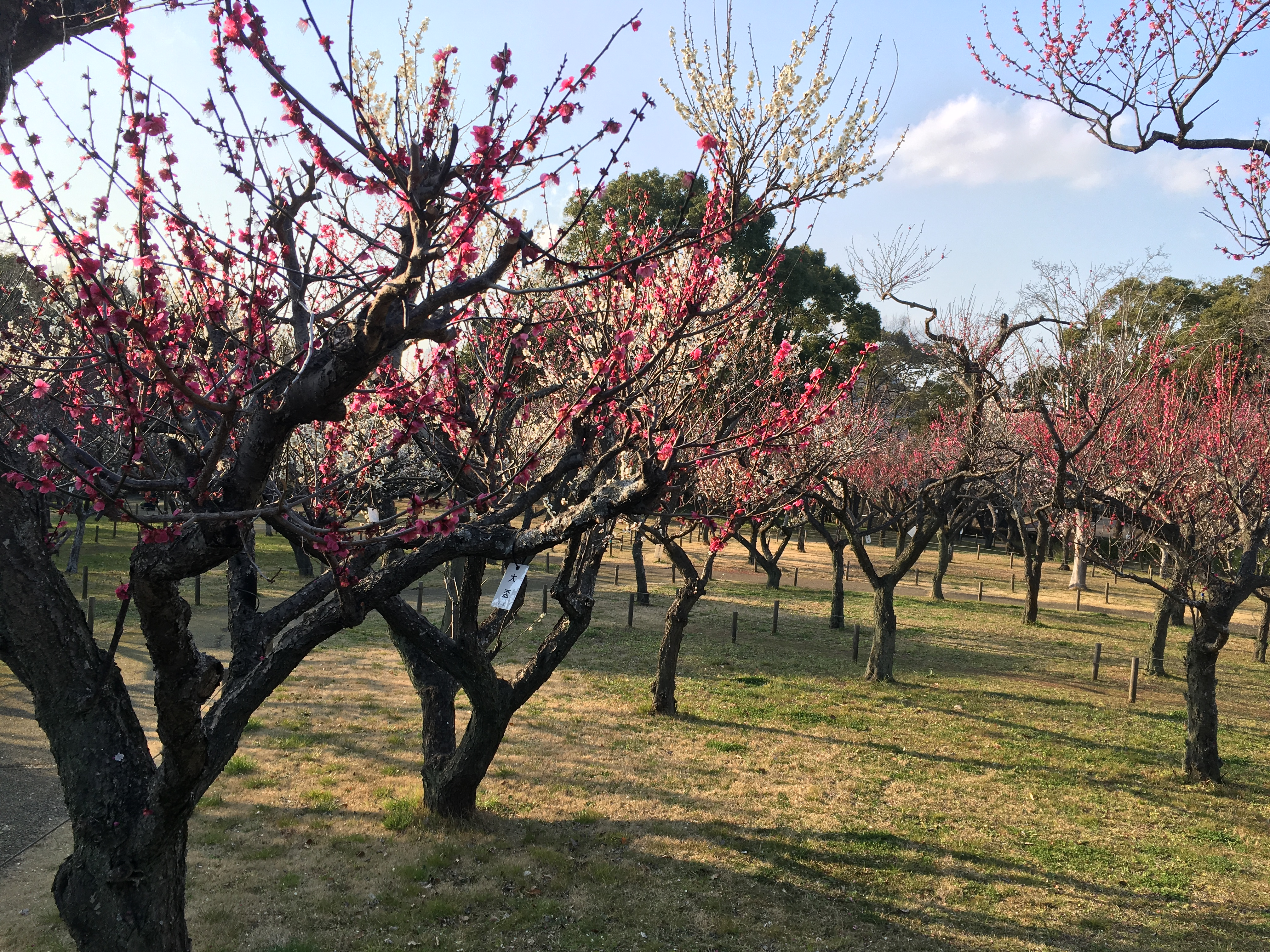
梅園
- 彫刻の広場
- 西洋庭園
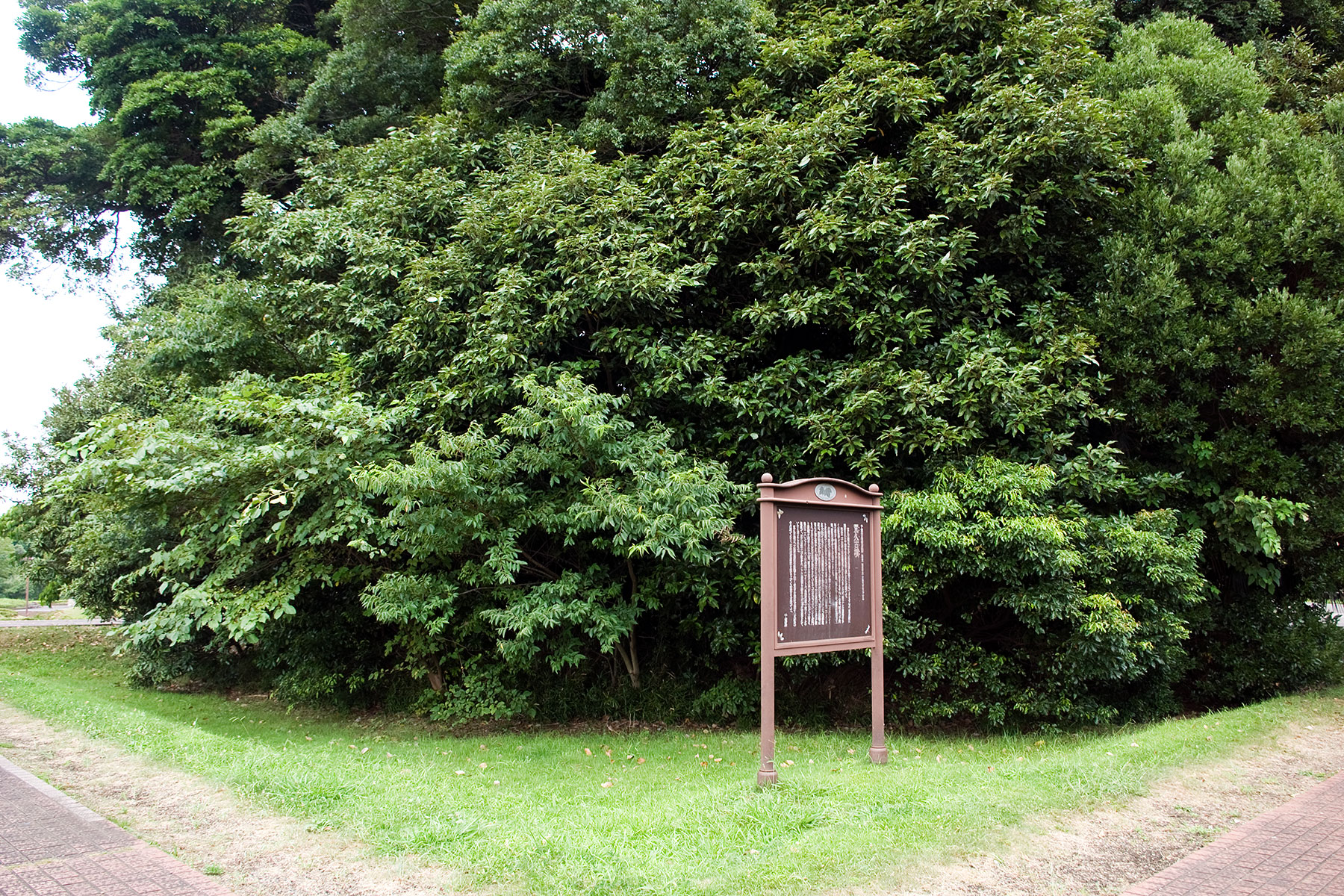
荒久古墳

- 千葉県立中央博物館
- 芸術文化ホール
- 梅園の梅
- 荒久古墳

### スポーツゾーン

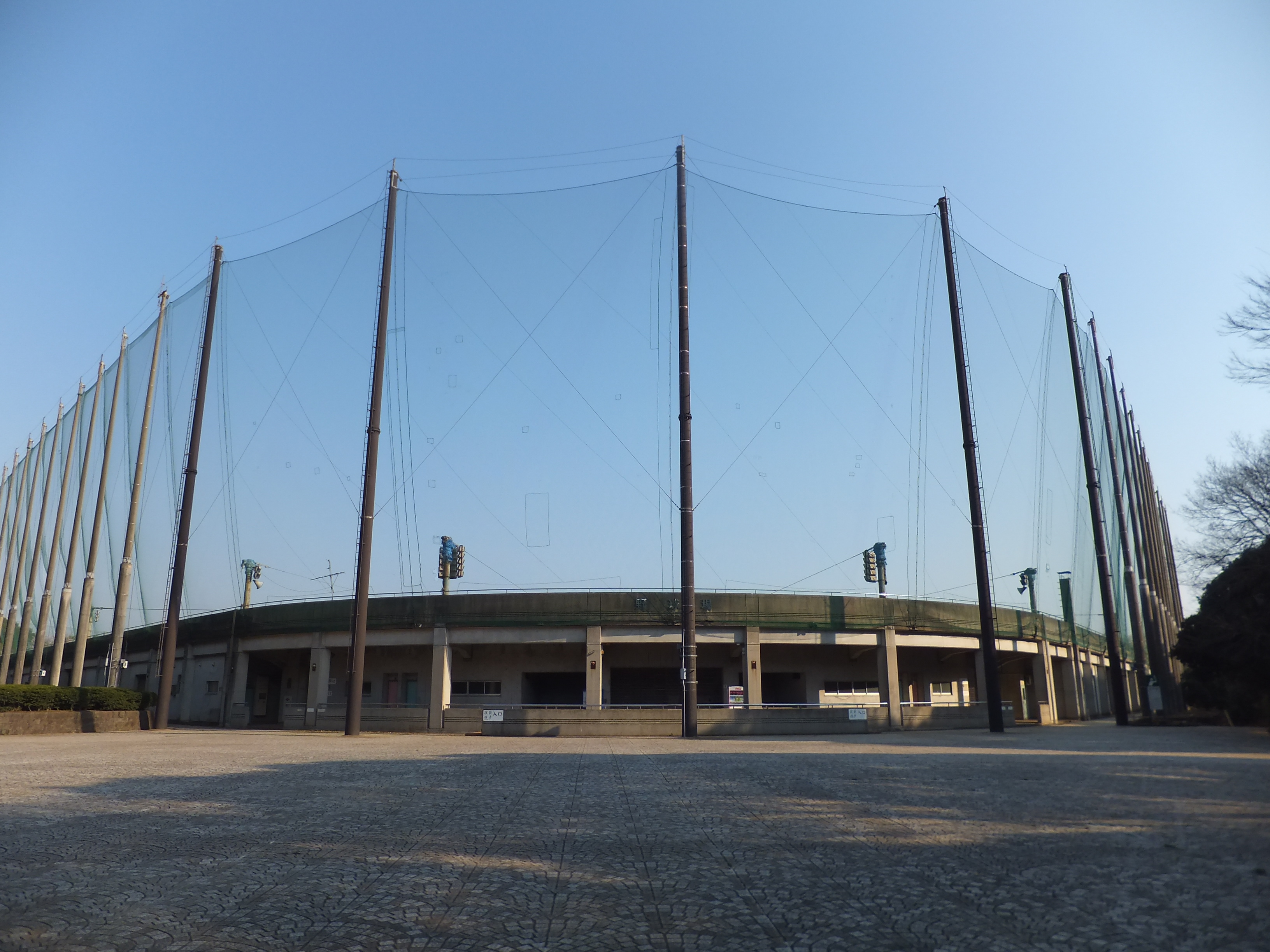
スポーツプラザ
  - 陸上競技場
  - 青葉の森スポーツプラザ野球場
  - テニスコート
  - 弓道場

- 青葉の森スポーツプラザ野球場

## 利用情報
- 開園時間 ： 入園自由。ただし、公園センター・つくしんぼの家・スポーツプラザの利用時間は、9:00 - 17:00（テニスコートは21:00まで）。中央博物館と生態園は9:00 - 16:30（入館は16:00まで）。
- 開園日 ： 年中無休。ただし、公園センター・つくしんぼの家・中央博物館・生態園・芸術文化ホールは毎週月曜日（月曜日が祝日等の場合は翌日）と年末年始は休み。スポーツプラザは年末年始と施設整備日のみ休み。
- 入園料 : 無料。ただし、中央博物館とスポーツプラザの利用は有料。テニスコートと野球場は予約制。陸上競技場と弓道場の個人使用は当日受付（専用使用の場合、陸上競技場は予約制、弓道場は随時受付）。
- その他：園内に飲食店はないが、民間企業であるデジサーフが運営する「青葉の森公園バーベキューサービス」が、予約制にて飲食サービスを提供している(冬季および平日を除く)[10]。なお、千葉県立中央博物館内で営業していた「喫茶 あおば」については、2021年5月20日をもって営業を終了している[11]。

## アクセス

### 公共交通機関
西口（公園センター･彫刻の広場・芸術文化ホール等）
- 千葉寺駅（京成千原線）北口
  - 徒歩約8分。
- 千葉駅（JR東日本・千葉都市モノレール）東口
  - 2番乗り場から千葉中央バス（「中央博物館」行き）で、「ハーモニープラザ」下車、徒歩4分。
- 蘇我駅（JR東日本）東口
  - 2番乗り場から千葉中央バス・小湊鉄道バス（「大学病院」行き）で「芸術文化ホール前」下車。

北口（中央博物館・梅園・はらっぱ・花博記念庭園等）
- 千葉寺駅 北口
  - 徒歩約20分。
- 千葉駅 東口
  - 2番乗り場から千葉中央バス（「中央博物館」行き）で、終点「博物館・文化ホール」下車、徒歩1分。
  - 7番乗り場から京成バス（「大学病院」行き、「大学病院南矢作」）、ちばシティバス（「川戸都苑」行き）「中央博物館」下車、徒歩7分。
- 蘇我駅 東口
  - 2番乗り場から千葉中央バス・小湊鉄道バス（「大学病院」行き）で、「中央博物館」下車、徒歩約5分。

南口（スポーツプラザ・おはなみ広場・わんぱく広場・つくしんぼの家等）
- 千葉駅 東口
  - 2番乗り場から千葉中央バス（「星久喜台」経由）で「青葉の森スポーツプラザ」下車。
- 蘇我駅 東口
  - 2番乗り場から千葉中央バス・小湊鉄道バス（「JR千葉駅」行き）で、「松ヶ丘十字路」下車。徒歩7分。
  - 3番乗り場から千葉中央バス・小湊鉄道バス（「JR千葉駅」行き）で、「青葉の森スポーツプラザ」下車。徒歩7分。
- 鎌取駅（JR外房線）北口
  - 1番乗り場から千葉中央バス（「JR千葉駅」行き）で、「青葉の森スポーツプラザ」下車。徒歩7分。

### 自動車
- 京葉道路「松ヶ丘インターチェンジ」から約5分 - 7分
- 駐車場は3ヶ所。駐車料金は、普通車が4時間までは300円で4時間を超えると600円 、大型車は1日2400円。利用時間は8:30 - 17:30（南口駐車場は4月 - 10月の間は21時まで）
  - 西口駐車場（普通車145台）－公園センター･彫刻の広場・芸術文化ホール等
  - 北口駐車場（普通車127台、大型車8台）－中央博物館・梅園・はらっぱ・花博記念庭園等
  - 南口駐車場（普通車312台、大型車16台）－スポーツプラザ・おはなみ広場・わんぱく広場・つくしんぼの家等

## 周辺情報
- 千葉大学亥鼻キャンパス・附属病院
- 千葉寺
- 千葉県立図書館
- 千葉県文化会館
- 千葉市立郷土博物館
- 千葉市ハーモニープラザ